# Searsmont (Maine)
Searsmont es un pueblo ubicado en el condado de Waldo en el estado estadounidense de Maine. En el Censo de 2010 tenía una población de 1.392 habitantes y una densidad poblacional de 13,73 personas por km².

## Geografía
Searsmont se encuentra ubicado en las coordenadas 44°21′44″N 69°11′38″O / 44.36222, -69.19389. Según la Oficina del Censo de los Estados Unidos, Searsmont tiene una superficie total de 101.4 km², de la cual 97.73 km² corresponden a tierra firme y (3.61%) 3.66 km² es agua.

## Demografía
Según el censo de 2010, había 1.392 personas residiendo en Searsmont. La densidad de población era de 13,73 hab./km². De los 1.392 habitantes, Searsmont estaba compuesto por el 96.77% blancos, el 0.5% eran afroamericanos, el 0.57% eran amerindios, el 0.57% eran asiáticos, el 0% eran isleños del Pacífico, el 0.22% eran de otras razas y el 1.36% pertenecían a dos o más razas. Del total de la población el 0.29% eran hispanos o latinos de cualquier raza.